# Erdeni Uula
Pour les articles homonymes, voir Erdeni.
L'Erdeni Uula (mongol : Эрдэни Уул) est une montagne de Mongolie, située dans l'aïmag de Töv, et dont le sommet atteint 2 084 mètres d'altitude.